# Phalonidia acrota
Phalonidia acrota är en fjärilsart som beskrevs av Józef Razowski 1993. Phalonidia acrota ingår i släktet Phalonidia och familjen vecklare. Inga underarter finns listade i Catalogue of Life.